# AU Microscopii

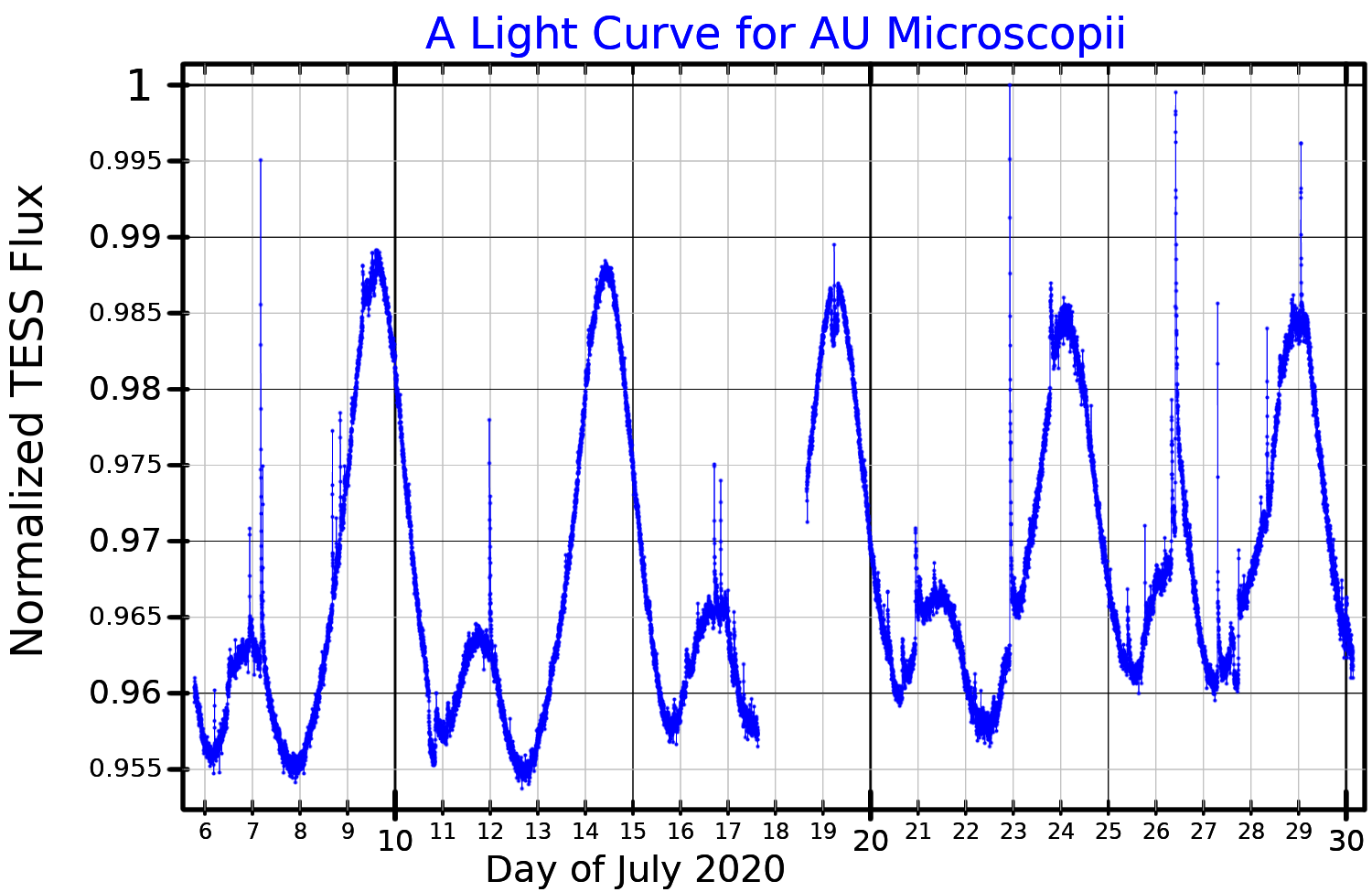
Lichtkromme van AU Mic

AU Microscopii is een rode dwergster in het sterrenbeeld Microscoop (Latijn: microscopium) met spectraalklasse M1 Ve, die 10 parsecs (32 lichtjaar) van de aarde verwijderd staat. Het is een zeer jonge ster: maar 12 miljoen jaar oud, minder dan 1% van de leeftijd van de zon. Hij heeft maar ongeveer de helft van de massa van de zon en heeft maar één tiende van haar helderheid. De diameter is maar 60% van die van de zon en de massa is maar 50%. Hij heeft een effectieve temperatuur van 3730 K.
De ster is een lid van de β Pictoris bewegende groep. Het is mogelijk dat hij gebonden is aan de dubbelster AT Microscopii. Net als β Pictoris heeft AU Microscopii een puinschijf, een stofschijf waaruit planeten gevormd worden.

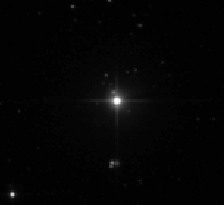
AU Microscopii, J band, 2MASS

## Variabiliteit
AU Microscopii is een variabele ster (de helderheid gezien van op aarde veranderd over een bepaalde tijdspanne) en heeft een bijna sinusoïde helderheidsvariatie binnen een periode van 4,865 dagen. De sterkte van de variatie verandert langzaamaan. De ster werd geobserveerd in alle golflengtes van radiogolven tot X-stralen en men heeft uitbraken van helderheid ontdekt in al deze golflengtes: het is een vlamster. Deze uitbraken werden in 1973 ontdekt.

## Stofschijf
AU Microscopii bezit een eigen schijf van stof, voor de eerste keer gezien in de optische golflengtes in 2003 door Paul Kalas en zijn medewerkers door gebruik te maken van de 2.2m telescoop van de Universiteit van Hawaii op Mauna Kea.

## Observatiemethodes
De stofschijf is in meerdere golflengtes werd geobserveerd, wat verschillende soorten informatie geeft over het systeem. Het licht van de schijf dat in het zichtbare spectrum wordt gezien is licht van de ster dat weerkaatst wordt door de stofdeeltjes. Wanneer men dit licht wil zien gebruikt men een coronagraaf om het felle licht dat door de ster wordt uitgezonden te blokkeren. Zulke observaties leveren beelden met een hoge resolutie. Aangezien licht dat een golflengte heeft die langer is dan een stofdeeltje slechts slecht wordt weerkaatst, kan men door het vergelijken van beelden op verschillende golflengtes informatie over de grootte van de stofdeeltjes krijgen.
Optische observaties werden gemaakt door de Hubbleruimtetelescoop en het Keck-observatorium. Bovendien werd warmtestraling van de stofdeeltjes in het systeem geobserveerd met de Spitzer Space Telescope en de James Clerk Maxwell Telescope in infrarood- en sub-millimetergolflengtes. Deze geven informatie over steeds grotere en steeds verder van de ster liggende stofdeeltjes.